# Pio Tuia
Pio Iosefo Tuia (Nukunonu, 1943) è un politico neozelandese, attivo nel territorio di Tokelau.
È stato il faipule (capovillaggio) di Nukunonu oltre che l'Ulu-o-Tokelau (capo del governo di Tokelau) per cinque volte (la carica di Ulu-o-Tokelau viene ricoperta a rotazione annuale dai capivillaggio dei tre atolli, che a loro volta sono eletti con un mandato triennale).